# Alfredo Espinoza
Alfredo Espinoza es un escritor mexicano, nacido en Delicias, Chihuahua, en 1954.

## Obras
Ha publicado la novela "Infierno grande" (1990) y los poemarios Desfiladero (1991) y Tatuar el humo, con el que ganó el premio nacional de poesía "Gilberto Owen", en el 2002. Dos años después obtuvo el Premio Nacional de Poesía por el poemario "El aire de las cosas". De igual forma, tiene publicado los libros de ensayo "Amor, miel y veneno" con Doble Hélice Editores; y "Amor letal: Vida, pasión y milagros de José Alfredo Jiménez, Juan Gabriel y Lupita Dalessio", en la Colección Solar del Instituto Chihuahuense de la Cultura.
Es coautor, junto con el poeta Rubén Mejía, de la Muestra de la poesía chihuahuense 1976-1986 (1986). Sus ensayos tienen por tema fundamental la cultura del norte mexicano, y actualmente se desempeña como el coordinador del Festival Internacional Chihuahua.